# 歌詞ドッキリ
歌詞ドッキリ（かしドッキリ）とは、LINEのトークで曲の歌詞を1行ずつ送ることである。「LINE歌詞ドッキリ」ともいう。2014年半ばごろから、女子高生などの間で流行している。

## 概要
相手とのLINEトークで歌詞を送るドッキリのこと。相手から送られてきたメッセージがまさか歌詞だとは思わず、「普段は言わないようなことを言っちゃってどうしたの？」となるので「歌詞ドッキリ」と呼ばれている。
LINEで歌詞を送ることで、自分の気持ちを伝えたり、恋愛の告白をすることができる。

## その他
- 歌詞ドッキリには、「誤字脱字をしない」、「途中でやめない」などのルールが存在する[3]。
- ericaの「あなたへ贈る歌」を使用する人が多い[4]。